# Anna Bikont

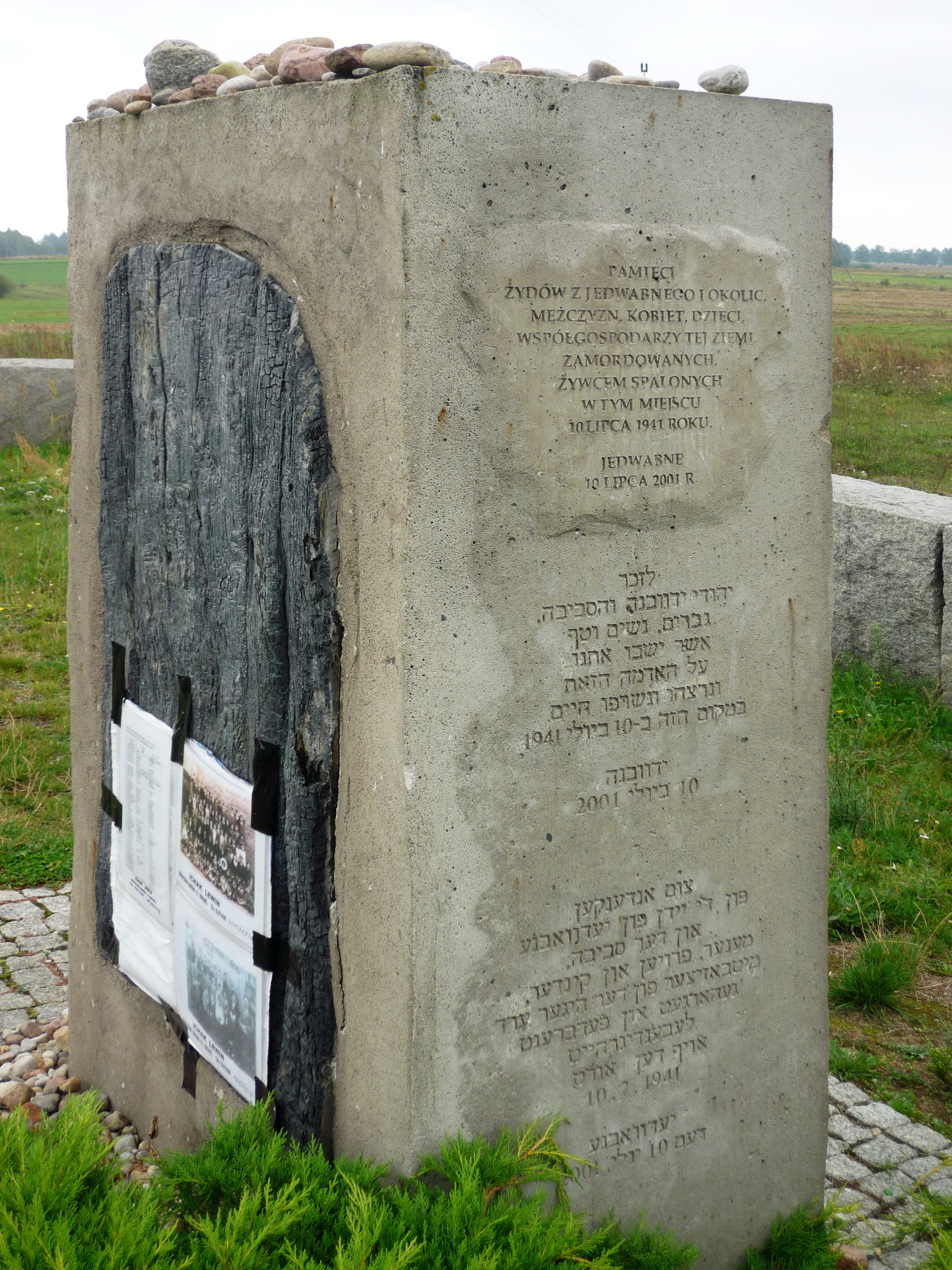
Monument ter ere van de vermoorde Joden in Jedwabne

Anna Krystyna Bikont (Warschau, 17 juli 1954) is een Poolse journaliste en auteur. 

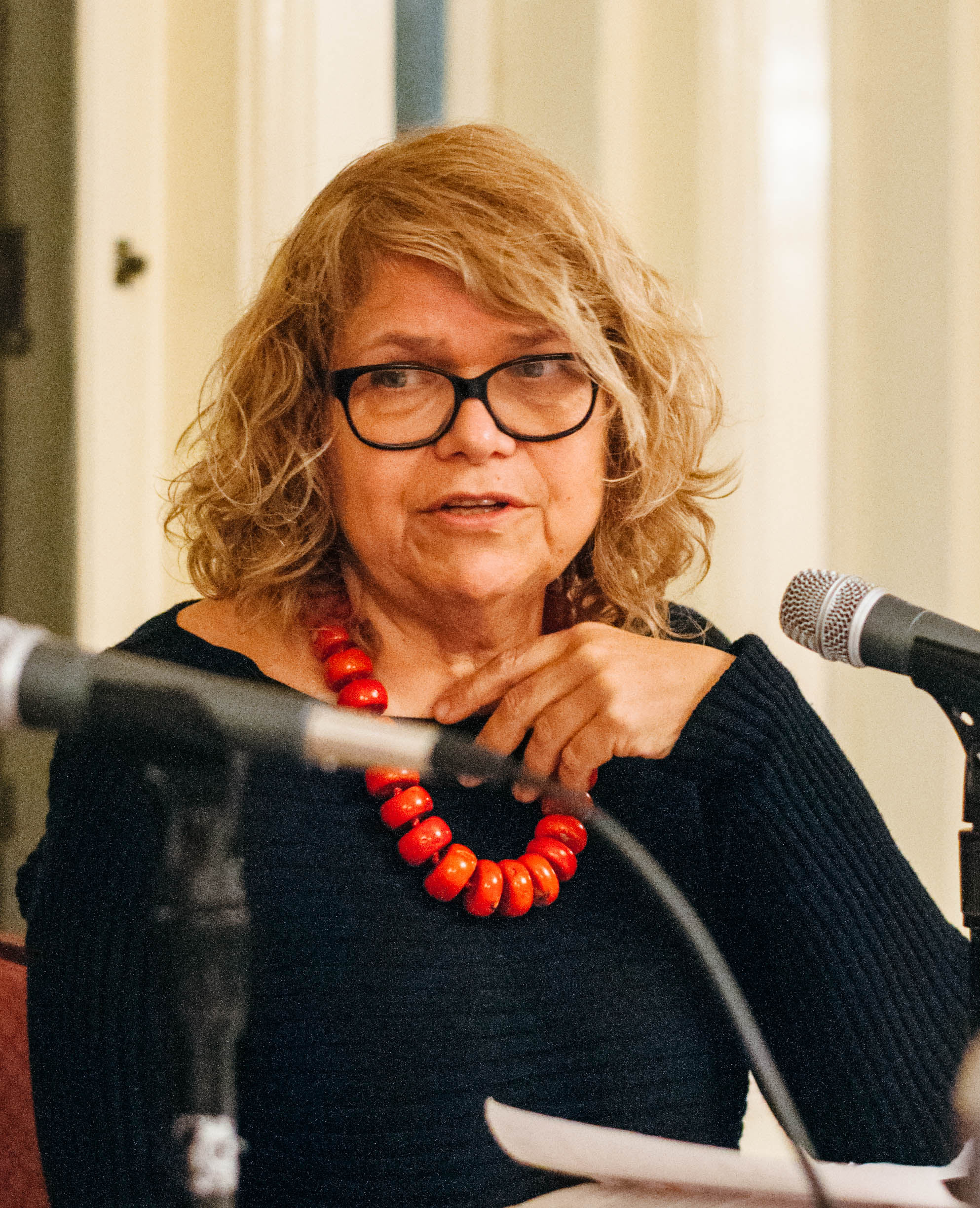
Anna Bikont

Ze studeerde biologie en psychologie aan de universiteit van Warschau. Ze was daarna een tijd werkzaam aan het Departement Psychologie van deze universiteit.
De moeder van Anna Bikont was Joods. Ze overleefde de holocaust met hulp van een Pool die haar Arische papieren bezorgde, waaronder een geboortecertificaat. Later huwde zij met haar redder.
Anna Bikont was een actieve medewerkster in de solidariteitsbeweging. In 1989 stichtte ze samen met Adam Michnik de Gazeta Wyborcza, de tweede grootste Poolse krant. De eerste editie hiervan werd aan haar keukentafel in elkaar gestoken. 
Aanvankelijk startte Anna Bikont met het schrijven over politieke stukken, maar breidde dit later uit tot de onderwerpen cultuur en geschiedenis.

## Loopbaan
Anna Bikont is de auteur van het boek De misdaad en het zwijgen (My z Jedwabnego). Ze begon in 2000 aan haar onderzoek naar de schokkende gebeurtenissen in de stad Jedwabne (Polen) tijdens de Tweede Wereldoorlog. In 1941 werd de Joodse populatie er uitgemoord door de lokale Poolse bewoners. Anna Bikont beschrijft in haar boek de gebeurtenissen, de doofpotaffaire, de schuldlegging bij de Duitsers en het antisemitisme van de katholieke kerk.  Ze interviewde getuigen, overlevenden en diens familieleden, redders en alsook personen die zich schuldig maakten aan het geweld. Ze baseerde zich tevens op oude kranten, brieven en documenten van gevoerde processen. Tijdens haar research kreeg ze uit verschillende hoeken het advies het boek niet uit te brengen, aangezien het Polen in een slecht daglicht zou kunnen stellen. 
Voor haar reportages over deze gebeurtenissen kreeg ze in 2002 een prestigieuze Poolse prijs voor ‘beste reportage’. Het boek verscheen in 2004 in Polen, waarop in 2011 de rest van Europa volgde. In 2011 kreeg ze de essayprijs voor Europees boek van het jaar. 
Anna Bikont is tevens de auteur van ‘I still see their faces’, een boek dat hoorde bij een foto-expositie met honderden vooroorlogse foto’s van Poolse Joden. 
Anna Bikont schreef samen met Joanna Szczęsna een biografie over poëte Wisława Szymborska.